# Saint-Léon-le-Grand, Bas-Saint-Laurent
Saint-Léon-le-Grand är en kommun av typen socken (municipalité de paroisse) i provinsen Québec i Kanada. Den ligger i regionen Bas-Saint-Laurent, i den östra delen av landet, 700 km nordost om huvudstaden Ottawa.